# Cá mòi hồ Rukwa
Cá mòi hồ Rukwa, tên khoa học Chelaethiops rukwaensis, là một loài cá vây tia thuộc họ Cyprinidae. Chúng là loài đặc hữu của Tanzania.
Môi trường sống tự nhiên của chúng là hồ nước ngọt. Loài này hiện đang bị đe dọa vì mất môi trường sống.